# Jun’ichi Nishizawa

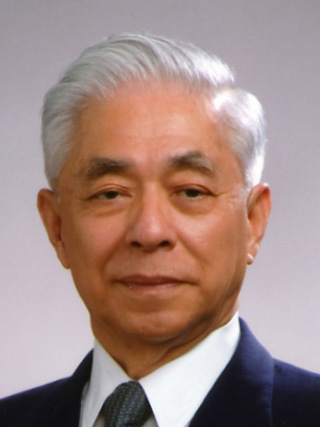
Jun’ichi Nishizawa

Jun’ichi Nishizawa (japanisch 西澤 潤一, Nishizawa Jun’ichi; * 12. September 1926 in Sendai, Japan; † 21. Oktober 2018) war ein japanischer Ingenieur, der 1950 mit seinen Kollegen die pin-Diode erfand.

## Leben
Jun’ichi Nishizawa erwarb 1948 an der Universität Tōhoku seinen B.S. und 1960 den Doctor of Engineering. Seit 1953 arbeitete er hier am Research Institute of Electrical Communication, wurde 1962 Professor und Direktor zweier Forschungsinstitute. 1990 bis 1996 war er Präsident der Universität. 1998 wurde er Präsident der Präfekturuniversität Iwate. Danach war er Präsident der Tokyo Metropolitan University.
1983 wurde Nishizawa als Person mit besonderen kulturellen Verdiensten geehrt und mit dem japanischen Kulturorden ausgezeichnet. 1988 wurde er als auswärtiges Mitglied in die damalige Akademie der Wissenschaften der UdSSR aufgenommen. Er war auswärtiges Mitglied der Polnischen Akademie der Wissenschaften.